# Lethades buriator
Lethades buriator är en stekelart som beskrevs av Aubert 1987. Lethades buriator ingår i släktet Lethades och familjen brokparasitsteklar. Inga underarter finns listade i Catalogue of Life.